# Vergranne
Vergranne és un municipi francès situat al departament del Doubs i a la regió de Borgonya - Franc Comtat. L'any 2007 tenia 127 habitants.

## Demografia

### Població
El 2007 la població de fet de Vergranne era de 127 persones. Hi havia 35 famílies de les quals 4 eren unipersonals (4 homes vivint sols), 13 parelles sense fills i 18 parelles amb fills.
La població ha evolucionat segons el següent gràfic:
Habitants censats

### Habitatges
El 2007 hi havia 45 habitatges, 39 eren l'habitatge principal de la família, 3 eren segones residències i 2 estaven desocupats. 41 eren cases i 2 eren apartaments. Dels 39 habitatges principals, 33 estaven ocupats pels seus propietaris, 2 estaven llogats i ocupats pels llogaters i 4 estaven cedits a títol gratuït; 1 tenia dues cambres, 1 en tenia tres, 9 en tenien quatre i 28 en tenien cinc o més. 31 habitatges disposaven pel capbaix d'una plaça de pàrquing. A 17 habitatges hi havia un automòbil i a 22 n'hi havia dos o més.

### Piràmide de població
La piràmide de població per edats i sexe el 2009 era:
| Homes | Edats   | Dones |
| ----- | ------- | ----- |
| 0     | 95 o +  | 0     |
| 0     | 90 a 94 | 0     |
| 0     | 85 a 89 | 0     |
| 0     | 80 a 84 | 0     |
| 4     | 75 a 79 | 4     |
| 4     | 70 a 74 | 0     |
| 4     | 65 a 69 | 4     |
| 0     | 60 a 64 | 0     |
| 0     | 55 a 59 | 0     |
| 4     | 50 a 54 | 0     |
| 8     | 45 a 49 | 4     |
| 4     | 40 a 44 | 4     |
| 4     | 35 a 39 | 8     |
| 0     | 30 a 34 | 0     |
| 4     | 25 a 29 | 4     |
| 0     | 20 a 24 | 0     |
| 4     | 15 a 19 | 4     |
| 12    | 10 a 14 | 4     |
| 4     | 5 a 9   | 0     |
| 0     | 0 a 4   | 4     |

## Economia
El 2007 la població en edat de treballar era de 82 persones, 60 eren actives i 22 eren inactives. De les 60 persones actives 55 estaven ocupades (33 homes i 22 dones) i 4 estaven aturades (2 homes i 2 dones). De les 22 persones inactives 6 estaven jubilades, 10 estaven estudiant i 6 estaven classificades com a «altres inactius».
Activitats econòmiques
Dels 2 establiments que hi havia el 2007, 1 era d'una empresa de construcció i 1 d'una empresa de comerç i reparació d'automòbils.
L'any 2000 a Vergranne hi havia 3 explotacions agrícoles que ocupaven un total de 366 hectàrees.

## Poblacions més properes
El següent diagrama mostra les poblacions més properes.